# گورستان شیرین آب
گورستان شیرین آب مربوط به دوره قاجار است و در شهرستان قصر شیرین، بخش مرکزی، دهستان فتح‌آباد، ضلع غربی روستای شیرین آب واقع شده و این اثر در تاریخ ۲۲ اسفند ۱۳۸۵ با شمارهٔ ثبت ۱۸۱۲۸ به‌عنوان یکی از آثار ملی ایران به ثبت رسیده است.